# Universumstraße
Die Universumstraße ist eine Straße im 20. Wiener Gemeindebezirk Brigittenau.

## Verlauf und Charakteristik
Die Universumstraße erstreckt sich vom Bezirksmuseum Brigittenau in der Dresdner Straße bis zu dem vom Architekten Eberhart Hochenegger errichteten Wohnhaus Winarskystraße 1–3. Sie verläuft in nordwestlicher Richtung entlang des Wiener Stadtentwicklungsgebiets Wien Nordwestbahnhof bis zur Parkanlage Leithastraße. Die Universumstraße kreuzt dabei die Hellwagstraße, die durchgängig befahrbare Verbindung zwischen dem durch den Nordwestbahnhof getrennten nördlichen und südlichen Teil der Brigittenau. Da der nordwestliche Teil der Straße verbaut wurde, beginnt die Nummerierung mit der Hausnummer 13.
Die Universumstraße ist auf beiden Seiten von rund elf Meter hohem Spitzahorn (Acer platanoides) gesäumt und wird von Gebäuden in Blockrandbebauung begrenzt. Der Großteil der Gebäude besteht aus Häusern im Wiener Gründerzeitstil, ergänzt durch Neubauten in Niedrigenergiehaus- oder Passivhaus-Bauweise.

## Geschichte
Die Universumstraße wurde im Jahr 1896 nach der 1834 erbauten Vergnügungsstätte „Universum“ benannt. Das Universum war ein Vergnügungspark mit Ringelspielen, Wahrsagern und einem Ballsaal.
Im Revolutionsjahr 1848 kam es auf dem Gebiet der heutigen Universumstraße zu Arbeiterversammlungen, die in blutigen Auseinandersetzungen während des Wiener Oktoberaufstands gipfelten. Die namensgebende Vergnügungsstätte wurde im Verlauf der Auseinandersetzungen durch einen Großbrand stark beschädigt, aber nicht vollständig zerstört. Sie musste 1870 dem Bau des Nordwestbahnhofs weichen.
Am 26. November 1927 versuchte Richard Strebinger, Mitglied der monarchistischen und antisemitischen Wehrformation „Ostara“, den damaligen Wiener Bürgermeister Karl Seitz in der Nähe der Universumstraße in seinem Dienstwagen zu erschießen.
Im Kriegsjahr 1945 zerstörten Bombentreffer im Zuge der Luftangriffe auf Wien den Häuserblock Universumstraße 31–33.

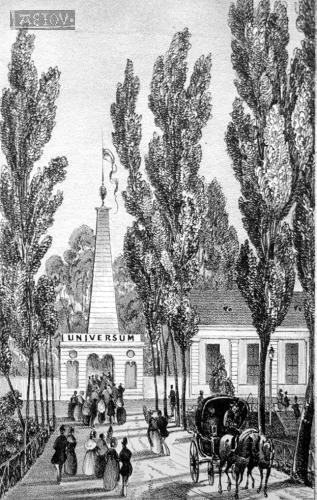
Ansicht des Parks vor dem „Universum“, Namensgeber der Universumstraße, Lithografie von 1840

Die Universumstraße war bis 1953 der Stammsitz der Wertal Rahmen- und Motorradbau GmbH, des führenden Veredlers von Puch-Rennmotorrädern der 1930er bis 50er Jahre. Wertal stellte bis 1953 in der Universumstraße Rennmaschinen auf Basis der Puch TF Serie her. Durch die geringen Stückzahlen wurde die Fertigung zu kostspielig und 1953 eingestellt.

## Persönlichkeiten und Literatur
- Moshe Elat (* 1925), Träger des Ben-Zvi-Preises 1977, wuchs in der Universumstraße auf. Er verließ Österreich nach dem Anschluss an das Deutsche Reich.[4]
- Der Bühnen- und Film-Schauspieler sowie Fernsehsprecher Otto Clemens wuchs in der Universumstraße 50, Tür 25 auf.
- Der Schriftsteller und Musiker Anton Dekan lebt in der Universumstraße.[5]
- Der österreichische Schriftsteller und Drehbuchautor Ernst Hinterberger thematisiert die Universumstraße in seinen Romanen Kleine Leute: Roman einer Zeit und einer Familie (1989) und Das fehlende W: ein Wiener Kriminalroman (1991).
- Teile von Peter Turrinis zweibändigem Lesebuch spielen in einem alten Abbruchhaus in der Universumstraße.[6]
- Der österreichische Schriftsteller und bildender Künstler Heinrich Steinfest beschreibt das Leben in der Universumstrasse in seinem Roman: Gewitter über Pluto (2009).[7]

## Rolle in der Stadtentwicklung
Die Universumstraße ist Teil des Wiener Stadtentwicklungsgebietes Nordwestbahnhof. Auf diesem Gelände wird ein neuer Stadtteil entstehen. Der neue Stadtteil wird von Norden her nach den Plänen des städtebaulichen Leitbilds voraussichtlich über verkehrsberuhigte Zugangswege bzw. Stichstraßen von der Universumstraße aus erschlossen. Gebäude des neuen Stadtviertels werden unmittelbar an die westseitigen Häuser der Universumstraße anschließen.
Die Universumstraße ist neben dem Wallensteinplatz und dem Hannovermarkt ein weiterer Ort der Gentrifizierung in der Brigittenau, bzw. des „Boom im 20. Bezirk“. Im Zeitraum von 2010 bis 2013 wurden auf 11 von 64 Gebäuden Dachgeschossausbauten errichtet.

## Gebäude
- Haus Nr. 31: Das Haus U31 in der Universumstraße 31 ist das erste Passivhaus der Brigittenau und wurde am 14. Februar 2012 mit dem Staatspreis für Architektur und Nachhaltigkeit ausgezeichnet.[10] U31 zeichnet sich durch die Gestaltung der Freiflächen, Vor- und Rücksprünge in der Fassade sowie eine durchgehende Begrünung aus. Weiters verfügt das Haus über den ersten Geothermiebrunnen zur Heizenergiegewinning in der Universumstraße.
- Haus Nr. 62 wurde 1902 von Ernst Gotthilf, dem Architekten der Fassade der Sofiensäle und des Palais Fanto, errichtet und vom Wiener Bürgermeister Karl Lueger am 18. Oktober 1902 eröffnet. Der Bau wurde vom Präsidenten der Israelitischen Kultusgemeinde Wien Wilhelm von Gutmann und dem Bankhaus Rothschild gestiftet.[11]

## Grün- und Erholungsräume
- Am Ende der Universumstraße befindet sich die Parkanlage Leithastraße, eine 1470 Quadratmeter große Grünanlage mit Kinderspielplatz und Trinkbrunnen.
- Der nächstgelegene städtische Park ist der Allerheiligenpark, der nach der im Kriegsjahr 1945 zerstörten Pfarrkirche „Zu allen Heiligen“ benannt wurde.
- Der nächstgelegene Bundesgarten ist der Augarten.

## Verkehr
- In der Universumstraße verkehren derzeit keine öffentlichen Verkehrsmittel. Der nächstgelegene Anschluss an das höherrangige öffentliche Verkehrssystem ist die 50 m entfernte U-Bahn-Station U6-Dresdnerstraße.
- Zwischen Winarskystraße und Hellwagstraße verläuft ein ausgewiesener Fahrradweg. Der Mittelteil zwischen Hellwagstraße und Donaueschingenstraße ist eine Einbahn in Richtung Donaueschingenstraße, mit Fahrraderlaubnis auch in die Gegenrichtung.
- Das Haus Nr. 26 verfügt über eine öffentlich zugängliche Garage.